# Guangzhou CTF Finance Centre
Guangzhou CTF Finance Centre (kinesiska: 广州周大福金融中心) är en skyskrapa i Guangzhou, Kina som är 530 meter hög med 111 våningar ovan jord. Skyskrapan stod klar i slutet av 2016 och blev då den högsta färdiga byggnaden i Guangzhou, 3:e högsta byggnaden i Kina och den 7:e högsta byggnaden i världen.

## Design
Designen av Guangzhou CTF Finance Center är utformad för att få en samverkan mellan dess olika användningsområden. Tornets formgivning markerar fyra stora övergångszoner: kontor till bostäder, bostäder till hotell, hotell till tak och tak till himmel. Vid fyra höjdnivåer sker en minskning av tornets bredd, vilket utförs med vinklade tak. Dessa fyra tak möjliggör himmelsterrasser och stora takfönster.
Materialvalet för tornet ägnades stor uppmärksamhet. Sålunda sträcker sig en rad subtila fönsterposter i terrakotta längs tornets höjder. Detta material spelade en mycket viktig roll i både östlig och västerländsk historia, och är också fördelaktigt ur miljösynpunkt. Energiåtgången för att tillverka terrakotta är långt mindre än aluminium, glas eller stål. Det är självrenande och korrosionsbeständigt. Dessutom kan den produceras på många platser i Kina, vilket minskar miljöpåverkan av frakt. Dessa fönsterposter är formade att skjuta ut från glaset i en vinkel för att ge skuggning på utsidan.